# Platyplectrum spenceri
Platyplectrum spenceri es una especie de anfibio anuro de la familia Limnodynastidae. Se encuentra Australia occidental y central. 